# Лікоть (одиниця довжини)
Лікоть — одиниця вимірювання довжини, що не має певного значення і приблизно відповідає відстані від ліктьового суглоба до кінця витягнутого середнього пальця руки. Дорівнювала половині англійського ярда.

## Лікоть у світі

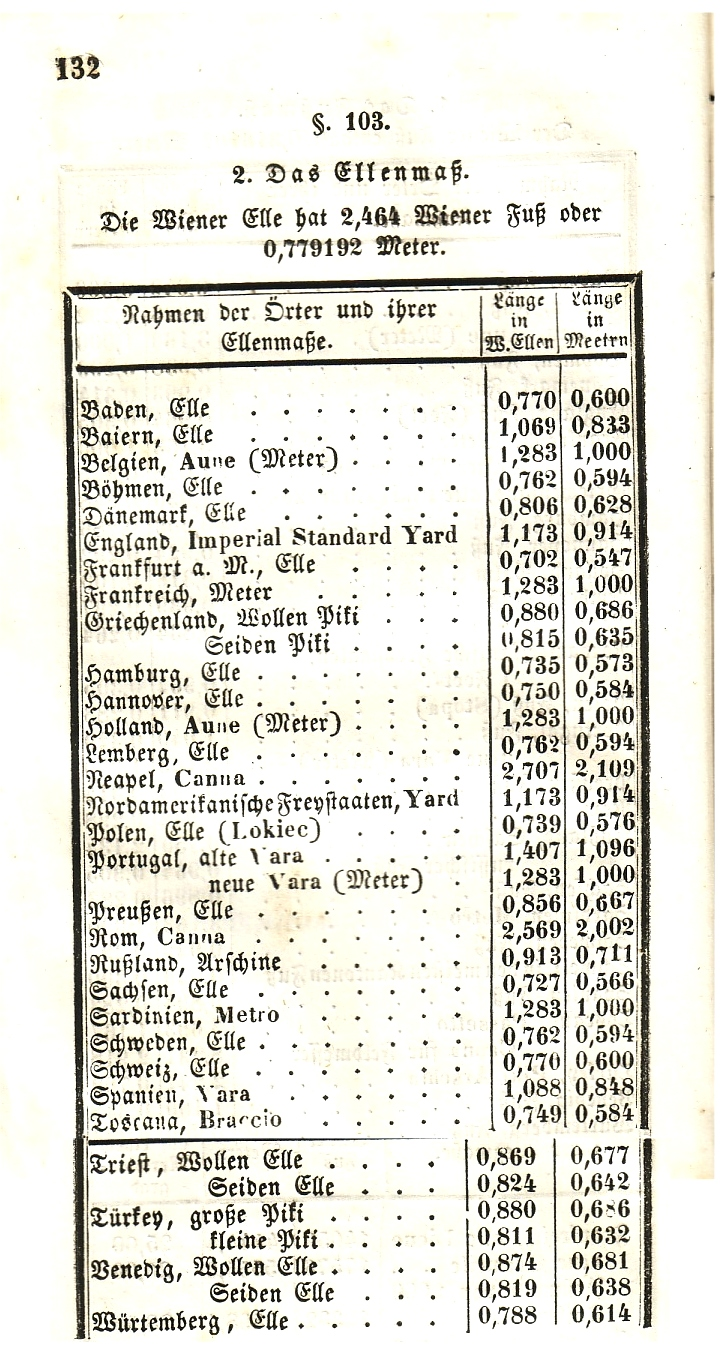
Довжини ліктів по країнах, табл. 1848

Як міра лікоть відомий у багатьох народів світу. У єгиптян лікоть дорівнював 45 см, у греків — 46,3 см, у римлян — 44,4 см, давньосхідний — близько 45 см, перський (царський) — близько 53,3 см, пігон (= 20 пальців) — бл. 38,5 см, самоський лікоть — 28 пальців 518 мм. Єгипетський «малий лікоть» дорівнював 44,4 см, «царський лікоть» — 52,5. Використовували лікоть і в африканських і азійських країнах: лікоть у Марокко — 51,7 см і 53,3, у Тунісі — 47,3, у Калькутті — 44,7, у Шрі-Ланці — до 47 см. Відомий також «подвійний лікоть царя Лагаша Гудеа» (Шумер, XXII століття до н. е.) — 99-99,6 см.
Стародавні євреї в епоху Другого храму користувалися двома варіантами цієї міри — 40 і 48 см.
У Європі початку XIX століття в різних землях використовували лікті різної довжини.
Згідно з  Фізикою 1831 вид.
| Міра ліктів у міліметрах | Міра ліктів у міліметрах | Міра ліктів у міліметрах |
| ------------------------ | ------------------------ | ------------------------ |
| Лікоть                   |                          | Міліметр                 |
| Віденський               |                          | 779,9224                 |
| Празький                 | …                        | 593,9600                 |
| Моравський               | …                        | 740,6683                 |
| Сілезький                | …                        | 579,0104                 |
| Трієстський              | Для вовни …              | 676,7489                 |
| Трієстський              | Для шовку …              | 642,1444                 |
| Тирольський              | …                        | 804,1356                 |
| Венеційський             | …                        | 636,8207                 |
| Амстердамський           | …                        | 690,2838                 |
| Аугсбурзький             | Великий …                | 609,5250                 |
| Аугсбурзький             | Малий …                  | 592,3808                 |
| Берлінський              | …                        | 666,8231                 |
| Брюссельський            | Великий …                | 694,3443                 |
| Брюссельський            | Малий …                  | 684,4188                 |
| Кельнський               | Великий …                | 649,7955                 |
| Кельнський               | Малий …                  | 574,1087                 |
| Дрезденський             | …                        | 566,2132                 |
| Франкфуртський           | …                        | 539,5945                 |
| Лейпцизький              | …                        | 565,3110                 |
| Нюрнберзький             | …                        | 669,6040                 |
| Шведський                | …                        | 593,7344                 |

## Лікоть в Україні

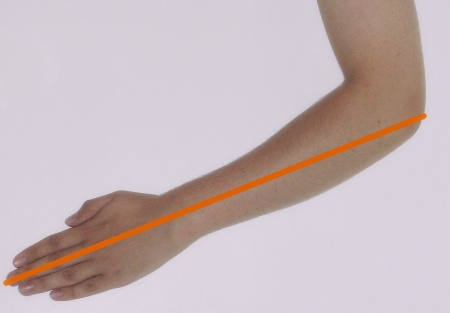
Антропологічний принцип виміру у ліктях

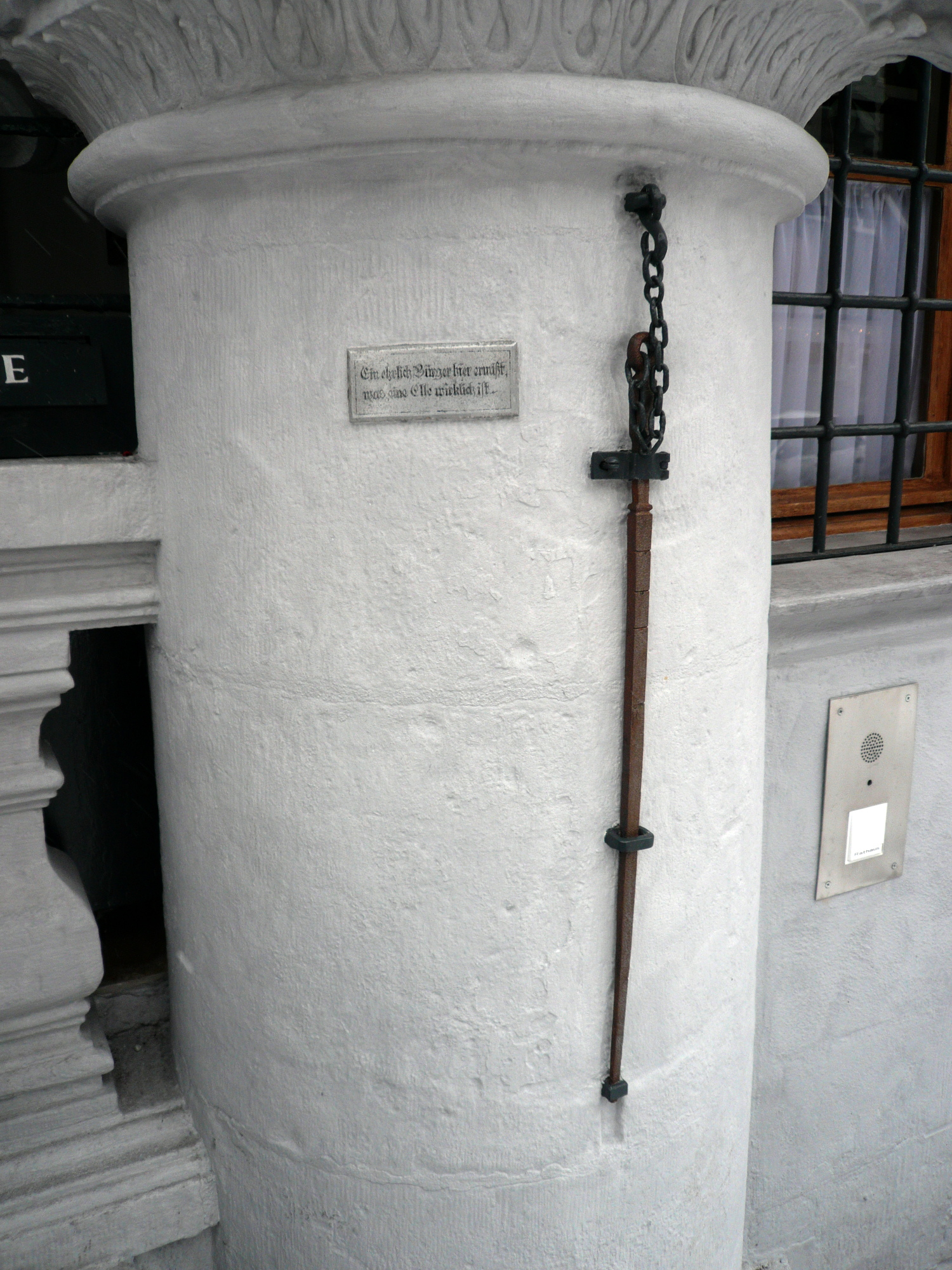
Міра довжини при міській ратуші

На теренах Лівобережної України до кінця XVII ст., а у Правобережній Україні до кінця XVIII ст. як міру довжини використовували лікоть, уніфікований з європейською системою мір. З ХІІІ ст. застосовували лікоть хелмінський (57,62 см), запроваджений у Пруссії тевтонськими лицарями. Поряд із ним застосовували лікоть старопольський у 59,6 см. У містах на ринковій площі були еталонні міри довжини, ваги, об'єму, за користування якими купці сплачували мито. На теренах Галичини в 1787—1857 роках діяла міра довжини — лікоть львівський чи галицький у 59,6 см.
Лікоть поділявся на 2 стопи або 24 цалі (нім. Zoll, Zol) чи дюйми.

## Лікоть у Київській Русі
Лікоть — староруська одиниця вимірювання, у Русі згадується в літературних пам'ятниках з XI ст.
Лікоть мав кілька значень — неповний лікоть, двохдолонний лікоть, великий лікоть. Великий лікоть (майже вдвічі більший ліктя) дорівнював довжині руки від плеча, витіснив початковий звичайний лікоть. І в цьому випадку назва вимірювача (частини тіла) стала позначенням міри. Сучасне значення терміна «лікоть» — ліктьовий згин, суглоб — простежується в письмових джерелах тільки із середини XV століття.
Лікоть був мірою офіційною торговою і народно-побутовою. Добре відома офіційна новгородська міра — Іванський лікоть. Фрагмент натуральної міри був знайдений у Великому Новгороді під час археологічних робіт в 1955 році: це був стрижень із ялівця з круглим перетином і рівно обрізаними кінцями. Характерно, що його поверхня була відполірована до блиску в результаті довгого вживання. Довжина стрижня 54,7 см, дата — рубіж XI—XII ст. Фрагмент Іванського ліктя виявлено в 1948 при археологічних розкопках на Ярославовому дворищі в тому ж Новгороді. На ньому була навіть вирізаний напис: «сватогоіванос». Довжина фрагмента 15 см (лікоть був зламаний ще в давнину), дата за палеографічними ознаками — XIV століття.
Підтвердженням метрологічного значення знахідки 1955 року є вимірювальні лінійки (фрагменти) з розкопок в Старій Ладозі в шарах XIII—XIV ст., Що мали поділи, рівні 3,4 см. Розподіл 54,7 на 3,4 дає 16 (залишком 0,3 см в цьому випадку цілком можна знехтувати), що абсолютно збігається з числом вершків у пізньому аршині.
Лікоть у 54 см дорівнював трьом п'ядям по 18 см.
З XVI століття у Московському царстві лікоть поступово витісняється аршином (тур. arşın), запозиченим зі Сходу, зокрема в Османській імперії. Наприклад, у підручнику Франца Мочника (Franz Mozhnik) 1848 р. вид. нім. Elle і пол. Łokieć поставлений у відповідність російський аршин.